# Щербашинецька сільська рада
| Щербашинецька сільська рада — колишній орган місцевого самоврядування у Богуславському районі Київської області з адміністративним центром у с. Щербашинці. Водоймища на території, підпорядкованій даній раді: р. Хоробра. Сільській раді підпорядковані населені пункти: - с. Щербашинці |

## Склад ради
Рада складається з 12 депутатів та голови.

### Керівний склад ради
| ПІБ                        | Основні відомості                                                               | Дата обрання | Дата звільнення |
| -------------------------- | ------------------------------------------------------------------------------- | ------------ | --------------- |
| Стеценко Микола Андрійович | Сільський голова, 1970 року народження, освіта, безпартійний                    | 26.03.2006   | 31.10.2010      |
| Стеценко Микола Андрійович | Сільський голова, 1970 року народження, освіта середня спеціальна, безпартійний | 31.10.2010   |                 |

Примітка: таблиця складена за даними джерела